# Гелдоф, Пичес
Пи́чес Ха́ниблоссом Ге́лдоф-Ко́эн (англ. Peaches Honeyblossom Geldof-Cohen; 13 марта 1989 года, Лондон — 7 апреля 2014 года, Рутем, Кент) — британская журналистка, телеведущая и фотомодель.

## Биография

### Ранние годы
Пичес Ханиблоссом Гелдоф родилась 13 марта 1989 года в Лондоне (Великобритания) в семье музыканта еврейского происхождения Боба Гелдофа (род. 1951) и английской телеведущей Полы Йэтс (1959—2000, умерла от передозировки героина в возрасте 41 года), которые были женаты с 1986 по 1996 год. У Пичес были две родных сестры, старшая и младшая — Фифи Триксибель Гелдоф (род. 1983) и Литтл Пикси Гелдоф (род. 1990). Также у Гелдоф была младшая единоутробная сестра — Хевенли Хираани Тайгер Лили Хатчинс-Гелдоф (род. 1996) от отношений матери с музыкантом Майклом Хатчинсом (1960—1997).
Окончила Queen’s College в 2007 году.

### Карьера
Пичес начала карьеру журналистки в апреле 2004 года, написав колонку в британский журнал Elle Girl; её статьи печатали газеты Telegraph и Guardian. Позже Гелдоф также стала телеведущей (вела программу на телеканале ITV2).
Некоторое время работала моделью.

### Личная жизнь
В 2000 году, когда ей было 11 лет, её мать умерла от передозировки героина в возрасте 41 года. В интервью журналу Elle в 2013 году Гелдоф объяснила, насколько сложным был процесс примирения со смертью матери:
Я помню тот день, когда умерла моя мать и мне все еще трудно говорить об этом. Я просто заблокировала в себе это. На следующий день я пошла в школу, потому что мой отец жил по принципу «сохраняй спокойствие что бы ни случилось». Поэтому мы все пошли в школу и попытались вести себя так, как будто ничего не случилось. Но это случилось. Я не горевала. Я не плакала на ее похоронах. Я ничего не могла выразить, потому что просто оцепенела от всего этого. Я начала по-настоящему тосковать по своей матери в 16 лет.
В 2008—2011 года Пичес была замужем за музыкантом Максом Драмми (род. 1985). Фактически, пара решила расстаться после шести месяцев брака.
С 8 сентября 2012 года Пичес была замужем во второй раз за музыкантом Томасом Коэном, с которым встречалась два года до свадьбы. У супругов есть два сына — Астала Дилан Уиллоу Гелдоф-Коэн (род. 21.04.2012) и Федра Блум Форевер Гелдоф-Коэн (род. 24.04.2013). До рождения первенца в 2012 году Пичес перенесла внематочную беременность.
Некоторое время увлекалась сайентологией (2009 год), а позднее (по сообщениям «желтой прессы» в 2013 году) — приняла иудаизм, веру второго мужа.

## Смерть
7 апреля 2014 года Гелдоф была найдена мёртвой в своем доме в Ротеме, графство Кент. Полиция обнаружила и изъяла в доме наркотические принадлежности. Боб Гелдоф заявил: «Мы испытываем невероятную боль. Она была самой дикой, смешной, остроумной и сумасшедшей из всех нас. Мы любили её и будем любить вечно».
Похороны Гелдоф состоялись 21 апреля 2014 года в церкви Святой Марии Магдалины и Святого Лаврентия в Дэвингтоне, графство Кент, в той же церкви, где она выходила замуж, где венчались её родители и где было отпевание её матери. На частной службе присутствовали её отец, муж, другие члены семьи и друзья, а также различные представители индустрии развлечений и моды Великобритании.
Расследование смерти началось в Старой ратуше Грейвсенда 1 мая 2014 года. 23 июля коронер установил, что причиной смерти было опиоидное опьянение. Не было никаких доказательств того, что это было преднамеренно. Гелдоф принимала поддерживающий препарат метадон в течение двух с половиной лет вплоть до своей смерти. Она снова начала принимать героин в феврале 2014 года, в доме было найдено 6,9 грамма (1/4 унции) наркотика. 3 июля 2015 года полиция Кента объявила, что они завершили расследование её смерти.